# Bitwa pod Leuktrami
Bitwa pod Leuktrami – starcie zbrojne, które miało miejsce w lipcu roku 371 p.n.e. pomiędzy wojskami tebańskimi wodza Epaminondasa a armią spartańską dowodzoną przez króla Kleombrotosa.

## Tło bitwy
Armia peloponeska (na czele ze Spartą), obawiając się wzrostu znaczenia Teb wśród członków Związku Beockiego, najechała Beocję. Pośpiesznie zebrana armia Epaminondasa zagrodziła drogę wojskom inwazyjnym pod Leuktrami.

## Przed bitwą
Oddziały Spartan liczyły 12 000 żołnierzy, a armia tebańska – 9000 ludzi. Spartanie ustawili swoje wojska w typowym szyku falangi, umieszczając najlepsze oddziały na prawym skrzydle, a nieliczną jazdę i lekkozbrojną piechotę kierując do osłony trzonu armii. Tebańczycy zastosowali natomiast oryginalną modyfikację klasycznej falangi. Zwiększyli jej głębokość na lewym skrzydle do co najmniej 50 szeregów, umieszczając tam m.in. elitarny Święty Zastęp pod wodzą Pelopidasa. Resztę falangi, wraz z osłaniającą ją jazdą, ustawili nieco z tyłu w płytkim szyku (8 szeregów) naprzeciwko spartańskiego centrum i lewego skrzydła, które miały po 12 szeregów. Był to pierwszy w historii przypadek zastosowania szyku skośnego: głębokiej kolumny szturmowej wykonującej natarcie główne i odgiętego skrzydła, przeprowadzającego natarcie wiążące.

## Bitwa
Mocne, lewe skrzydło tebańskie pod osobistym dowództwem Epaminondasa uderzyło gwałtownie na prawe skrzydło spartańskie. Jednocześnie centrum i prawe skrzydło tebańskie posuwało się naprzód powoli, ściągając na siebie uwagę Spartan, nie wchodząc jednak do walki. Prawe skrzydło spartańskie nie wytrzymało naporu tebańskiej kolumny szturmowej i poszło w rozsypkę. Wtedy lewe skrzydło Tebańczyków zwróciło się przeciwko centrum przeciwnika, a jednocześnie od frontu uderzyły oddziały centrum i prawego skrzydła tebańskiego. Spartanie, atakowani z dwóch stron, rozpoczęli pośpieszny odwrót.

## Skutki
W bitwie poległo 700 hoplitów spartańskich wraz z królem Kleombrotosem i 300 Tebańczyków. Po tej porażce prestiż militarny Sparty bardzo ucierpiał, a przewaga Teb w świecie greckim została umocniona.